# アミノアシルtRNA

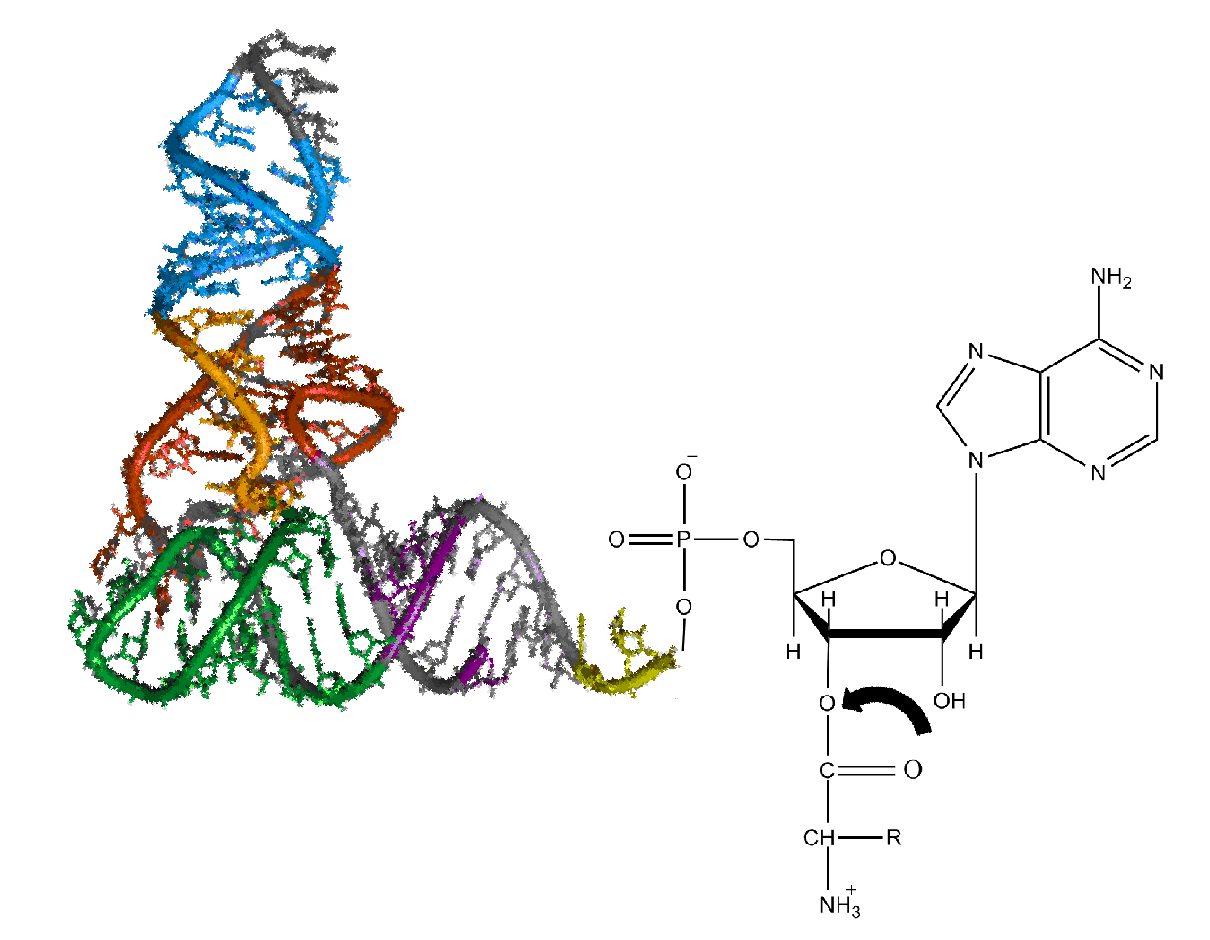
アミノアシルtRNAの模式図。矢印の上にtRNAがあり、矢印の下に一般的なアミノ酸がある。tRNAの構造の大部分は簡略化されたカラフルなボールアンドスティックモデルで示され、末端のアデノシンとアミノ酸は構造式で示されている。矢印はアミノ酸とtRNAの間のエステル結合を示している。

アミノアシルtRNA（英: Aminoacyl-tRNA, aa-tRNA、は、充填tRNA（英: charged tRNA）とも呼ばれ、同族アミノ酸が化学的に結合した転移RNA（tRNA）である。aa-tRNAは、特定の伸長因子とともにアミノ酸をリボソームに送達する役割を担い、そのアミノ酸は翻訳中に生成されるポリペプチド鎖に組み込まれる。
単独のアミノ酸は、成長中のポリペプチド鎖とペプチド結合を形成するのに必要な基質とはならない。その代わりにアミノ酸は、tRNAに対して「充填（チャージ、charged）」すなわちアミノアシル化されて、それぞれのaa-tRNAを形成する必要がある。アミノ酸にはそれぞれ固有のアミノアシルtRNA合成酵素が対応しており、この酵素を利用して特定のtRNA、言い換えれば「同族（cognate）」であるtRNAと化学的に結合する。tRNAとその同族アミノ酸の対合は非常に重要であり、タンパク質合成時に、tRNAのアンチコドンさらには伝令RNA（mRNA）のコドンと一致する特定のアミノ酸のみを使用することが保証される。
間違ったアミノ酸がポリペプチド鎖に組み込まれる翻訳エラーを防ぐため、アミノアシルtRNA合成酵素に校正という機能性が進化的に備わって、アミノ酸とその同族tRNAとの適切な対合を保証している。適切なtRNAの基質に対して誤ってアシル化されたアミノ酸は、アミノアシルtRNA合成酵素が持つ脱アシル化機構によって加水分解される。
遺伝暗号の縮重（1つのアミノ酸に複数のコドンが対応すること）により、複数のtRNAが同じアミノ酸を持ちながらアンチコドンが異なることになる。これらの異なるtRNAはアイソアクセプターと呼ばれる。特定の状況下では、非同族アミノ酸がチャージされ、ミスチャージまたはミスアミノアシル化tRNAが生じる。これらのミスチャージされたtRNAは、誤ったタンパク質合成を防ぐために加水分解を要する。
タンパク質合成のときのaa-tRNAの役割は、主にmRNAのコード鎖とコードされたポリペプチド鎖との間の中間リンクとしての機能で、他にもaa-tRNAは他のいくつかの生合成経路でも機能していることが知られている。aa-tRNAは、細胞壁、抗生物質、脂質、およびタンパク質分解などの生合成経路で基質として機能することが分かっている。
aa-tRNAは、脂質の修飾や抗生物質の生合成に必要なアミノ酸の供与体として機能する可能性があると理解されている。たとえば、微生物の生合成遺伝子群は、非リボソームペプチドや他のアミノ酸含有代謝産物を合成するためにaa-tRNAを利用することがある。

## 合成
アミノアシルtRNAは、2段階で生成される。まず、アミノ酸がアデニル化され、アミノアシル-AMPが形成される。
アミノ酸 + ATP → アミノアシルAMP + PPi
次に、アミノ酸残基がtRNAに転移する。
アミノアシルAMP + tRNA → アミノアシルtRNA + AMP
全体的な正味の反応は次のとおりである。
アミノ酸 + ATP + tRNA → アミノアシルtRNA + AMP + PPi
この正味反応がエネルギー的に有利なのは、ピロリン酸（PPi）が後で加水分解されるという理由にほかならない。ピロリン酸が2分子の無機リン酸（Pi）に加水分解される反応は、エネルギー的に非常に有利で、他の2つの反応を促進する。これらの強い発エネルギー性の反応は、そのアミノ酸に特異的なアミノアシルtRNA合成酵素の内部で共に行われる。

## 安定性と加水分解
aa-tRNAの安定性に関する研究によって、tRNAの配列自体ではなく、アシル（またはエステル）結合が最も重要な付与因子であることが明らかになった。この結合は、アミノ酸のカルボキシル基とその同族tRNAの末端3'-OH基を化学的に結合するエステル結合である。所定のaa-tRNAのアミノ酸部分はその構造整合性を提供し、これに対し、tRNA部分の大部分はアミノ酸が成長中のポリペプチド鎖にいつどのように組み込まれるかを決定していることが発見された。
aa-tRNAの種類によって、アミノ酸とtRNAの間のエステル結合の加水分解に対する擬一次速度定数は異なる。こうした観測は、主に立体効果によるものである。立体障害は、アミノ酸の特定の側鎖基によってもたらされ、エステルカルボニルへの分子間相互作用を抑制するのに役立ち、これらの作用はエステル結合の加水分解に関与している。
分岐アミノ酸や脂肪族アミノ酸（バリンおよびイソロイシン）は、合成時に最も安定なアミノアシルtRNAを生成、加水分解安定性が低いもの（プロリンなど）と比べて著しく長い半減期を示すことが証明されている。アミノ酸のバリンおよびイソロイシンの立体障害は、側鎖のβ炭素にあるメチル基によって生じる。概して、結合しているアミノ酸の化学的性質がaa-tRNAの安定性を決定している。
ナトリウム、カリウム、およびマグネシウム塩によるイオン強度の上昇は、aa-tRNAのアシル結合を不安定にすることが示されている。また、pHの上昇も結合を不安定にし、アミノ酸のα-炭素アミノ基のイオン化を変化させる。荷電したアミノ基は、誘起効果によってaa-tRNAの結合を不安定にする可能性がある。伸長因子EF-Tuは、弱いアシル結合が加水分解されるのを防ぐことによって、結合を安定化することが示されている。
全体として、エステル結合の実際の安定性が、体内での生理的pHやイオン濃度において、aa-tRNAの加水分解に対する感受性に影響する。アミノアシル化過程によって安定したaa-tRNA分子を生成することは熱力学的に有利であり、ポリペプチド合成の促進や生産性に寄与している。

## 薬物ターゲティング
テトラサイクリン系薬などのある種の抗生物質は、アミノアシルtRNAが原核生物のリボソームサブユニットに結合するのを阻害する。テトラサイクリン系薬は、翻訳中に原核生物のリボソームのアクセプター部位（A部位）にaa-tRNAが結合するのを阻害することが分かっている。テトラサイクリン系薬は、グラム陽性菌、グラム陰性菌、その他の非定型微生物の増殖を抑制する広域スペクトル抗生物質と見なされている。
さらに、TetMタンパク質（UniProtで表示）は、通常はその作用が阻害される濃度のテトラサイクリン系薬の存在下にもかかわらず、アミノアシルtRNA分子がリボソームのアクセプター部位に結合するのを可能にすることが判明した。TetMタンパク質はリボソーム保護タンパク質と見なされており、リボソームに依存するGTPase活性を示す。TetMタンパク質の存在下では、リボソームからテトラサイクリン系薬が放出されることが研究により明らかになった。このため、テトラサイクリン分子によって阻害されることもなく、リボソームのA部位にaa-tRNAが結合できるようになる。TetOはTetMと75%類似しており、どちらもEF-Gと約45%の類似性を持っている。大腸菌のリボソームと複合体を形成するTetMの構造が解明された。